# Hjalmar Linnström
Karl Hjalmar Linnström, född den 18 juni 1836 i Stockholm, död den 22 juli 1914 i Stockholm, var en svensk bokförläggare och bibliograf. Hans livsverk var Svenskt boklexikon 1830–1865 i två band, utgivna 1883–1884.

## Biografi
Linnström föddes i en officersfamilj och levde sina första nio år på kungsgården Bråborg i Östergötland. Efter flytt till Stockholm på 1840-talet fick han, på grund av familjens knappa ekonomiska omständigheter, tidigt börja att arbeta för sin försörjning och fick 1853 anställning hos bokhandlare Carl Edvard Fritze. Under sin tid där studerade han parallellt och tog studentexamen vid Uppsala universitet 1860.
År 1862 flyttade Linnström till Lars Johan Hiertas bokförlag, som han, efter att ha utvecklat rörelsen, övertog 1871. Han inriktade bokutgivningen på populärvetenskap och folkbildning, och bland förlagets basutbud fanns Uppfinningarnas bok (7 band, 1872–1875) och Sveriges historia från äldsta tid till våra dagar (6 band, 1875–1881). Förlagets ekonomi var emellertid svag och 1884 tvingades rörelsen i konkurs.
Vid sidan av förlagsrörelsen arbetade Linnström på sitt livsverk. Svenska bokförläggareföreningen hade på 1860-talet fört fram behovet av sammanfattande kataloger för längre tidsperioder, vid sidan av bokhandelns årskataloger. År 1863 utsågs Linnström till redaktör för en bokkatalog som skulle omfatta åren 1830—1862 och 1867—1873 gavs denna ut genom Hiertas förlagsexpedition, och 1879—1884 som eget förlag. När verket var klart 1884, omfattade det åren 1830—1865 och fyllde två band på sammanlagt 1 991 sidor. 
Efterhand samlade Linnström en stab av medarbetare, bland annat på Kungliga Biblioteket, Uppsala universitsbibliotek och Lunds universitetsbibliotek, som sände ut frågeformulär till författare. Arbetets omfattning kan man få en föreställning genom Linnströms i KB förvarade brevväxling angående Svenskt boklexikon 1830–1865 samt en dagbok som visar arbetets gång 1878 — 1881. Han fick många erkännanden för sitt arbete, men ingen ekonomisk ersättning, utan fick slutligen statspension 1912, då han levde under mycket knappa ekonomiska förhållanden.